# ESL One Cologne 2016
Die ESL One Cologne 2016 war ein Major-Turnier in der E-Sport-Disziplin Counter-Strike: Global Offensive, welches vom 5. bis zum 10. Juli 2016 in der Lanxess Arena in Köln stattfand. Das Preisgeld des Turniers betrug eine Million US-Dollar. Das Turnier konnte von SK Gaming gewonnen werden. Damit war es für die Mannschaft der zweite Sieg in einem Major-Turnier hintereinander, da sie zuvor die MLG Major Championship: Columbus 2016 unter ihrem alten Team Luminosity Gaming gewinnen konnten.

## Qualifikation
Die acht Challenger-Teams der ESL One Cologne 2016 wurden über ein Offline-Qualifier ermittelt. Das Teilnehmerfeld des Qualifikationsturniers bestand aus den acht auf der MLG Major Championship: Columbus 2016 in der Gruppenphase ausgeschiedenen Teams und acht weiteren Mannschaften, welche sich über die vier Minor-Turniere ein Ticket für das Offline-Qualifier erspielten.

### Minor-Turniere
Im Vorfeld des Offline-Qualifiers wurden vier Minor-Turniere ausgetragen:
| Name                 | CIS Minor Championship 2016 - Cologne                    | Asian Minor Championship 2016 - Cologne         | DreamHack Tours 2016                            | Americas Minor Championship 2016 - Cologne    |
| -------------------- | -------------------------------------------------------- | ----------------------------------------------- | ----------------------------------------------- | --------------------------------------------- |
| Veranstalter         | Star Ladder                                              | Professional Gamers League, KeSPA               | DreamHack                                       | Major League Gaming                           |
| Zeit und Ort         | 28. April – 1. Mai 2016 in Moskau                        | 5. - 8. Mai 2016 in Seoul                       | 14. - 16. Mai 2016 in Tours                     | 19. - 22. Mai 2016 in Columbus                |
| Sieger (Preisgeld)   | FLuffy Gangsters (30.000 $)                              | TyLoo (30.000 $)                                | Team Dignitas (30.000 $)                        | OpTic Gaming (30.000 $)                       |
| Finalist (Preisgeld) | Team Empire (15.000 $)                                   | Renegades (15.000 $)                            | HellRaisers (15.000 $)                          | Tempo Storm (15.000 $)                        |
| 3. Platz (Preisgeld) | Worst Players (5.000 $)                                  | VG.CyberZen (5.000 $)                           | Team Orbit (5.000 $)                            | Team SoloMid (5.000 $)                        |
| 4. Platz (Preisgeld) | Anox (0 $)                                               | Team Immunity (0 $)                             | ENCE eSports (0 $)                              | Selfless Gaming (0 $)                         |
| weitere Teilnehmer   | Arcade eSports Binary Dragons Gold Digital Wave Vesuvius | m0nster.kr MVP Project Risky Gaming The MongolZ | Epsilon eSports GODSENT Lounge Gaming SK Gaming | NRG eSports Team Kaliber WinOut.net Winterfox |

Die Finalteilnehmer jeder Veranstaltung qualifizierten sich für das Offline-Qualifier. Das Preisgeld jedes Turniers betrug 50.000 US-Dollar.

### Offline-Qualifier
Das Offline-Qualifier fand vom 9. bis zum 12. Juni in den ESL-Studios in Katowice statt. Erstmals wurde die Qualifikation nach dem Schweizer System ausgetragen. Ein Team benötigte drei Siege, um sich für das Hauptturnier zu qualifizieren. Nach drei Niederlagen war eine Mannschaft ausgeschieden. Jedes Spiel wurde im Best of One-Modus ausgespielt. Die gespielte Map wurde durch Vetos der Teams ermittelt (Veto-Reihenfolge: ABBAAB; A = Team A, B = Team B).

#### Teilnehmer des Offline-Qualifier
- Cloud 9 (Teilnehmer auf der MLG Major Championship: Columbus 2016)
- FaZe Clan (Teilnehmer auf der MLG Major Championship: Columbus 2016)
- Flipsid3 Tactics (Teilnehmer auf der MLG Major Championship: Columbus 2016)
- G2 Esports (Teilnehmer auf der MLG Major Championship: Columbus 2016)
- Gambit Gaming (Teilnehmer auf der MLG Major Championship: Columbus 2016)
- mousesports (Teilnehmer auf der MLG Major Championship: Columbus 2016)
- Splyce (Teilnehmer auf der MLG Major Championship: Columbus 2016)
- Team EnVyUs (Teilnehmer auf der MLG Major Championship: Columbus 2016)
- FLuffy Gangsters (Gewinner auf der CIS Minor Championship 2016 - Cologne)
- TyLoo (Gewinner auf der Asian Minor Championship 2016 - Cologne)
- Team Dignitas (Gewinner auf der DreamHack Tours 2016)
- OpTic Gaming (Gewinner auf der Americas Minor Championship 2016 - Cologne)
- Team Empire (Finalist auf der CIS Minor Championship 2016 - Cologne)
- Renegades (Finalist auf der Asian Minor Championship 2016 - Cologne)
- HellRaisers (Finalist auf der DreamHack Tours 2016)
- Immortals (Finalist auf der Americas Minor Championship 2016 - Cologne) 1

#### Runde 1
In der ersten Runde wurden die Plätze neun bis zwölf des vorherigen Majors den Siegern der Minors und die Plätze 13 bis 16 der MLG Columbus 2016 den Finalisten der Minors zugelost.
| Teilnehmer der MLG Columbus 2016 | Ergebnis | Teilnehmer der Minor-Turnier |
| -------------------------------- | -------- | ---------------------------- |
| G2 Esports                       | 16:09    | TyLoo                        |
| FaZe Clan                        | 16:08    | Team Dignitas                |
| Gambit Gaming                    | 16:14    | OpTic Gaming                 |
| mousesports                      | 19:16    | FLuffy Gangsters             |
| Team EnVyUs                      | 16:06    | Immortals                    |
| Cloud 9                          | 16:12    | Team Empire                  |
| Flipsid3 Tactics                 | 16:09    | Renegades                    |
| Splyce                           | 09:16    | HellRaisers                  |

#### Runde 2
In der zweiten Runde spielen Sieger gegen Sieger (Topf A) und Verlierer gegen Verlierer (Topf B) der ersten Runde.
|                  | Ergebnis |               |
| Topf A           | Topf A   | Topf A        |
| ---------------- | -------- | ------------- |
| Cloud 9          | 12:16    | mousesports   |
| Team EnVyUs      | 10:16    | Gambit Gaming |
| Flipsid3 Tactics | 05:16    | FaZe Clan     |
| HellRaisers      | 08:16    | G2 Esports    |
| Topf B           |          |               |
| Team Dignitas    | 16:13    | Team Empire   |
| Renegades        | 14:16    | Splyce        |
| FLuffy Gangsters | 09:16    | OpTic Gaming  |
| Immortals        | 11:16    | TyLoo         |

#### Runde 3
In Runde 3 spielen die bislang ungeschlagenen Teams um die ersten zwei Slots für das Hauptturnier (Topf A). Die bisher sieglosen Mannschaften spielen gegen das eigene Ausscheiden (Topf C). Alle weiteren spielen um den zweiten Sieg (Topf B).
|                  | Ergebnis |               |
| Topf A           | Topf A   | Topf A        |
| ---------------- | -------- | ------------- |
| G2 Esports       | 01:16    | mousesports   |
| Gambit Gaming    | 11:16    | FaZe Clan     |
| Topf B           |          |               |
| Flipsid3 Tactics | 07:16    | OpTic Gaming  |
| Team EnVyUs      | 16:04    | Splyce        |
| HellRaisers      | 16:10    | Team Dignitas |
| Cloud 9          | 16:13    | TyLoo         |
| Topf C           |          |               |
| FLuffy Gangsters | 11:16    | Renegades     |
| Immortals        | 16:07    | Team Empire   |

#### Runde 4
Zum einen spielen die Teams mit bisher zwei gewonnenen Matches um drei Plätze für das Hauptturnier (Topf A). Zum anderen werden drei Teams aus der Gruppe der Mannschaften mit zwei Niederlagen ausscheiden (Topf B).
|                  | Ergebnis |              |
| Topf A           | Topf A   | Topf A       |
| ---------------- | -------- | ------------ |
| HellRaisers      | 14:16    | OpTic Gaming |
| Team EnVyUs      | 16:12    | Cloud 9      |
| Gambit Gaming    | 16:10    | G2 Esports   |
| Topf B           |          |              |
| TyLoo            | 16:14    | Splyce       |
| Team Dignitas    | 16:12    | Renegades    |
| Flipsid3 Tactics | 16:12    | Immortals    |

#### Runde 5
In Runde 5 werden die restlichen drei zu vergebenen Slots für das Hauptturnier ermittelt.
|             | Ergebnis |                  |
| ----------- | -------- | ---------------- |
| TyLoo       | 03:16    | Team Dignitas    |
| HellRaisers | 09:16    | Flipsid3 Tactics |
| Cloud 9     | 08:16    | G2 Esports       |

## Teilnehmer

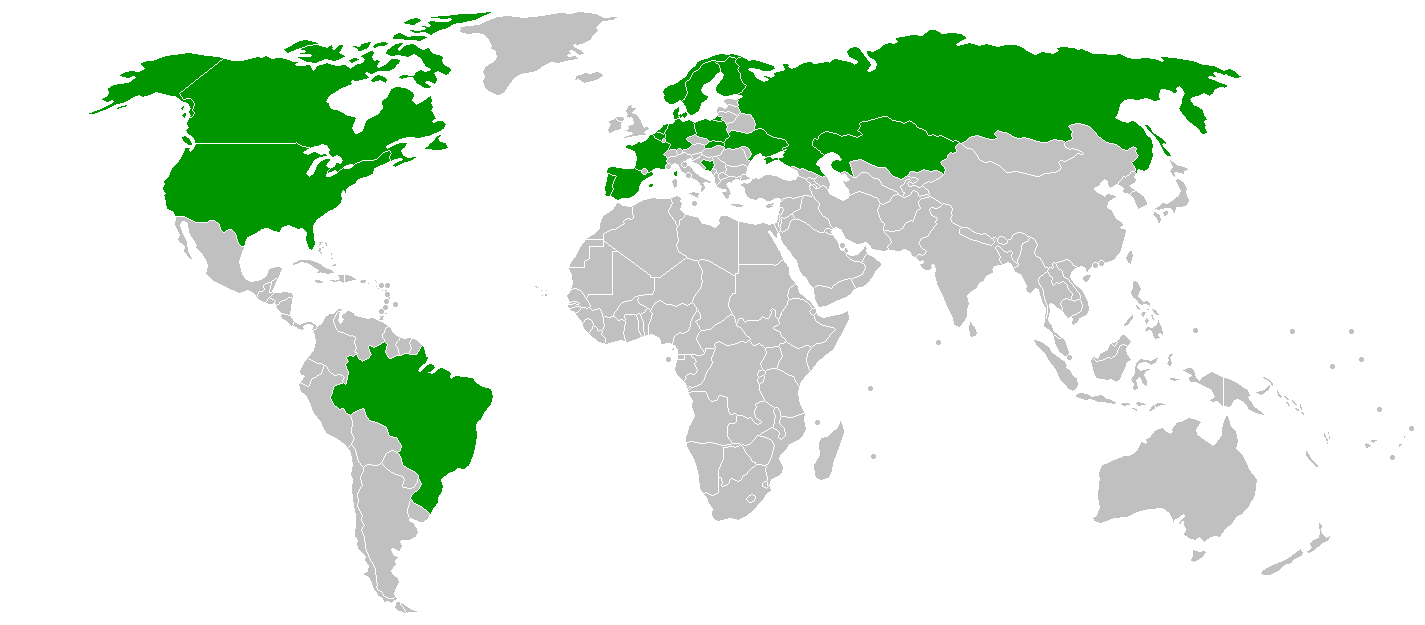
Herkunftsländer der teilnehmenden Spieler der ESL One Cologne 2016

Teilnahmeberechtigt waren die acht Viertelfinalisten der MLG Major Championship: Columbus 2016 und acht weitere Teams, welche sich über das Offline-Qualifier qualifizieren konnten.
- SK Gaming 1 (Gewinner auf der MLG Major Championship: Columbus 2016)
- Natus Vincere (Finalist auf der MLG Major Championship: Columbus 2016)
- Astralis (Halbfinalist auf der MLG Major Championship: Columbus 2016)
- Team Liquid (Halbfinalist auf der MLG Major Championship: Columbus 2016)
- Counter Logic Gaming (Viertelfinalist auf der MLG Major Championship: Columbus 2016)
- fnatic (Viertelfinalist auf der MLG Major Championship: Columbus 2016)
- Ninjas in Pyjamas (Viertelfinalist auf der MLG Major Championship: Columbus 2016)
- Virtus.pro (Viertelfinalist auf der MLG Major Championship: Columbus 2016)
- FaZe Clan (Offline-Qualifier)
- mousesports (Offline-Qualifier)
- Gambit Gaming (Offline-Qualifier)
- OpTic Gaming (Offline-Qualifier)
- Team EnVyUs (Offline-Qualifier)
- Team Dignitas (Offline-Qualifier)
- Flipsid3 Tactics (Offline-Qualifier)
- G2 Esports (Offline-Qualifier)

## Lineups der Teams
| Astralis                   | Counter Logic Gaming            | FaZe Clan                    | Flipsid3 Tactics              |
| -------------------------- | ------------------------------- | ---------------------------- | ----------------------------- |
| Finn „Karrigan“ Andersen   | Tarik „TaRiK“ Celik             | Philip „aizy“ Aistrup        | Aleksandr „Shara“ Gordeev     |
| Andreas „Xyp9x“ Højsleth   | James „hazed“ Cobb              | Fabien „kioShiMa“ Fiey       | Andrew „B1ad3“ Gorodenskiy    |
| Nicolai „device“ Reedtz    | Steve „reltuC“ Cutler           | Joakim „jkaem“ Myrbostad     | Jehor „markeloff“ Markelow    |
| Lukas „gla1ve“ Rossander   | Faruk „pita“ Pita               | Håvard „rain“ Nygaard        | Jan „wayLander“ Rahkonen      |
| Peter „dupreeh“ Rasmussen  | Kenneth „koosta“ Suen           | Ricardo „fox“ Pacheco        | Georgi „WorldEdit“ Yaskin     |
| fnatic                     | G2 Esports                      | Gambit Gaming                | mousesports                   |
| Dennis „dennis“ Edman      | Adil „ScreaM“ Benrlitom         | Dmitry „hooch“ Bogdanov      | Chris „chrisJ“ de Jong        |
| Freddy „KRiMZ“ Johansson   | Edouard „SmithZz“ Dubourdeaux   | Dauren „AdreN“ Kystaubayev   | Denis „denis“ Howell          |
| Olof „olofm“ Kajbjer       | Cédric „RpK“ Guipouy            | Ivan „spaze“ Obrezhan        | Nikola „NiKo“ Kovač           |
| Robin „flusha“ Rönnquist   | Richard „shox“ Papillon         | Michail „Dosia“ Stoljarow    | Johannes „nex“ Maget          |
| Jesper „JW“ Wecksell       | Alexandre „bodyy“ Pianaro       | Rustem „mou“ Tlepov          | Timo „Spiidi“ Richter         |
| Natus Vincere              | Ninjas in Pyjamas               | OpTic Gaming                 | SK Gaming                     |
| Denis „seized“ Kostin      | Christopher „GeT_RiGhT“ Alesund | Oscar „mixwell“ Cañellas     | Fernando „fer“ Alvarenga      |
| Ladislav „GuardiaN“ Kovács | Adam „friberg“ Friberg          | Peter „Stanislaw“ Jarguz     | Marcelo „coldzera“ David      |
| Ioann „Edward“ Sucharjew   | Richard „Xizt“ Landström        | Keith „NAF“ Markovic         | Tacio „TACO“ Filho            |
| Danylo „Zeus“ Teslenko     | Patrik „f0rest“ Lindberg        | Damien „daps“ Steele         | Lincoln „fnx“ Lau             |
| Egor „flamiE“ Vasilyev     | Jacob „pyth“ Mourujärvi         | Will „Rush“ Wierzba          | Gabriel „FalleN“ Toledo       |
| Team Dignitas              | Team EnVyUs                     | Team Liquid                  | Virtus.pro                    |
| René „cajunb“ Borg         | Timothée „DEVIL“ Démolon        | Nick „nitr0“ Cannella        | Paweł „byali“ Bieliński       |
| Mathias „MSL“ Lauridsen    | Dan „apEX“ Madesclaire          | Jonathan „EliGE“ Jablonowski | Jarosław „pasha“ Jarząbkowski |
| Jesper „TENZKI“ Mikalski   | Nathan „NBK“ Schmitt            | Oleksandr „s1mple“ Kostyliev | Filip „Neo“ Kubski            |
| Ruben „RUBINO“ Villarroel  | Vincent „Happy“ Schopenhauer    | Spencer „Hiko“ Martin        | Janusz „Snax“ Pogorzelski     |
| Kristian „k0nfig“ Wienecke | Kenny „kennyS“ Schrub           | Josh „jdm64“ Marzano         | Wiktor „TaZ“ Wojtas           |

## Auslosung
Die Gruppen des Turniers wurden am 12. Juni 2016 nach dem Ende des Offline-Qualifiers ausgelost.
| Setzliste | Gruppe A             | Gruppe B          | Gruppe C    | Gruppe D   |
| --------- | -------------------- | ----------------- | ----------- | ---------- |
| 1         | Astralis             | Natus Vincere     | Team Liquid | SK Gaming  |
| 2         | Counter Logic Gaming | Ninjas in Pyjamas | Virtus.pro  | fnatic     |
| 3         | Gambit Gaming        | OpTic Gaming      | mousesports | FaZe Clan  |
| 4         | Team Dignitas        | Flipsid3 Tactics  | Team EnVyUs | G2 Esports |

## Maps
Während des Turniers standen den Teams sieben Maps zur Auswahl, die gespielt werden konnten. Im Best-of-One-Modus strichen beide Teams abwechselnd eine Map bis noch zwei Karten übrig sind. Aus diesen beiden Maps wurde zufällig die Map ausgewählt, welche letztendlich gespielt wurde. Im Best-of-Three-Modus haben zunächst beide Teams jeweils eine Map gestrichen. Anschließend wählte jede Seite eine Map, welche beide in den ersten zwei Matches gespielt wurden. Eine mögliche Entscheidungsmap wurde zufällig unter den drei übrig gebliebenen Maps gewählt.
Es standen folgende Maps zur Auswahl:
- de_dust2 (Mapübersicht)
- de_nuke (Mapübersicht)
- de_mirage (Mapübersicht)
- de_cache (Mapübersicht)
- de_cobblestone (Mapübersicht)
- de_overpass (Mapübersicht)
- de_train (Mapübersicht)

## Gruppenphase

### Gruppe A
Astralis gewann das dänische Duell gegen Team Dignitas mit 16:12 auf de_overpass und musste im Gruppenfinale gegen Gambit Gaming antreten, welche zuvor Counter Logic Gaming ins Lower-Bracket schickten. Dort verlor Astralis mit 6:16 gegen das mit Russen und Kasachen besetzte Team auf de_dust2.

|  | Halbfinale         | Halbfinale           | Halbfinale |  |  | Spiel um den Gruppensieg | Spiel um den Gruppensieg | Spiel um den Gruppensieg |
|  |                    |                      |            |  |  |                          |                          |                          |
|  |                    |                      |            |  |  |                          |                          |                          |
|  | Danemark           | Astralis             | 16         |  |  |                          |                          |                          |
|  | Danemark           | Team Dignitas        | 12         |  |  |                          |                          |                          |
|  |                    |                      |            |  |  | Danemark                 | Astralis                 | 6                        |
|  |                    |                      |            |  |  | Russland                 | Gambit Gaming            | 16                       |
|  | Russland           | Gambit Gaming        | 16         |  |  |                          |                          |                          |
|  | Vereinigte Staaten | Counter Logic Gaming | 13         |  |  |                          |                          |                          |
|  |                    |                      |            |  |  |                          |                          |                          |

Astralis musste im Rematch gegen Dignitas mit ihrem Trainer und ehemaligen mTw-Spieler Danny „zonic“ Sørensen spielen. Er vertrat Peter „dupreeh“ Rothmann für den Rest des Turniers, welcher ins Krankenhaus eingeliefert werden musste. Das Team konnte nach verlorener erster Karte die beiden letzteren Maps gewinnen und zog so in die Playoffs ein.
|  | Verlierermatch     | Verlierermatch       | Verlierermatch |  |  | Spiel um den zweiten Gruppenplatz | Spiel um den zweiten Gruppenplatz | Spiel um den zweiten Gruppenplatz | Spiel um den zweiten Gruppenplatz | Spiel um den zweiten Gruppenplatz |
|  |                    |                      |                |  |  |                                   |                                   |                                   |                                   |                                   |
|  |                    |                      |                |  |  | Danemark                          | Astralis 1                        | 16                                | 16                                | 16                                |
|  | Danemark           | Team Dignitas        | 16             |  |  | Danemark                          | Team Dignitas                     | 19                                | 10                                | 14                                |
|  | Vereinigte Staaten | Counter Logic Gaming | 1              |  |  |                                   |                                   |                                   |                                   |                                   |

### Gruppe B
In Gruppe B setzte sich Favorit Natus Vincere als Gruppensieger nach Siegen gegen Flipsid3 Tactics auf de_train und gegen die Ninjas in Pyjamas auf de_cobblestone durch.

|  | Halbfinale                        | Halbfinale        | Halbfinale |  |  | Spiel um den Gruppensieg          | Spiel um den Gruppensieg | Spiel um den Gruppensieg |
|  |                                   |                   |            |  |  |                                   |                          |                          |
|  |                                   |                   |            |  |  |                                   |                          |                          |
|  | Gemeinschaft Unabhängiger Staaten | Natus Vincere     | 16         |  |  |                                   |                          |                          |
|  | Ukraine                           | Flipsid3 Tactics  | 7          |  |  |                                   |                          |                          |
|  |                                   |                   |            |  |  | Gemeinschaft Unabhängiger Staaten | Natus Vincere            | 16                       |
|  |                                   |                   |            |  |  | Schweden                          | Ninjas in Pyjamas        | 12                       |
|  | Kanada                            | OpTic Gaming      | 4          |  |  |                                   |                          |                          |
|  | Schweden                          | Ninjas in Pyjamas | 16         |  |  |                                   |                          |                          |
|  |                                   |                   |            |  |  |                                   |                          |                          |

Im Lower-Bracket scheiterten die Ninjas in Pyjamas an Flipsid3 Tactics. Die Ukrainer schlugen NiP auf der zweiten Map in einem einseitigen Spiel mit 16:2 auf de_cache und gewannen auch auf der dritten Map de_mirage mit 16:11. Das schwedische Lineup scheidet damit erstmals bei einem Major bereits in der Vorrunde aus.
|  | Verlierermatch | Verlierermatch   | Verlierermatch |  |  | Spiel um den zweiten Gruppenplatz | Spiel um den zweiten Gruppenplatz | Spiel um den zweiten Gruppenplatz | Spiel um den zweiten Gruppenplatz | Spiel um den zweiten Gruppenplatz |
|  |                |                  |                |  |  |                                   |                                   |                                   |                                   |                                   |
|  |                |                  |                |  |  | Schweden                          | Ninjas in Pyjamas                 | 16                                | 2                                 | 11                                |
|  | Ukraine        | Flipsid3 Tactics | 16             |  |  | Ukraine                           | Flipsid3 Tactics                  | 14                                | 16                                | 16                                |
|  | Kanada         | OpTic Gaming     | 13             |  |  |                                   |                                   |                                   |                                   |                                   |

### Gruppe C
Sieger der Gruppe C wurde das polnische Lineup von Virtus.pro, welche im Upper-Bracket-Finale das höher gesetzte US-amerikanische Team Liquid mit 16:12 auf de_cobblestone besiegten. Zuvor schlug das Team um Jarosław „pasha“ Jarząbkowski den deutschen Vertreter mousesports.

|  | Halbfinale         | Halbfinale  | Halbfinale |  |  | Spiel um den Gruppensieg | Spiel um den Gruppensieg | Spiel um den Gruppensieg |
|  |                    |             |            |  |  |                          |                          |                          |
|  |                    |             |            |  |  |                          |                          |                          |
|  | Vereinigte Staaten | Team Liquid | 16         |  |  |                          |                          |                          |
|  | Frankreich         | Team EnVyUs | 7          |  |  |                          |                          |                          |
|  |                    |             |            |  |  | Vereinigte Staaten       | Team Liquid              | 12                       |
|  |                    |             |            |  |  | Polen                    | Virtus.pro               | 16                       |
|  | Deutschland        | mousesports | 10         |  |  |                          |                          |                          |
|  | Polen              | Virtus.pro  | 16         |  |  |                          |                          |                          |
|  |                    |             |            |  |  |                          |                          |                          |

Im Lower-Bracket schlug mousesports im Verlierermatch zunächst Team EnVyUs auf de_train. An Team Liquid scheiterten die Mäuse jedoch mit 0:2.
|  | Verlierermatch | Verlierermatch | Verlierermatch |  |  | Spiel um den zweiten Gruppenplatz | Spiel um den zweiten Gruppenplatz | Spiel um den zweiten Gruppenplatz | Spiel um den zweiten Gruppenplatz | Spiel um den zweiten Gruppenplatz |
|  |                |                |                |  |  |                                   |                                   |                                   |                                   |                                   |
|  |                |                |                |  |  | Vereinigte Staaten                | Team Liquid                       | 16                                | 16                                |                                   |
|  | Frankreich     | Team EnVyUs    | 12             |  |  | Deutschland                       | mousesports                       | 11                                | 6                                 |                                   |
|  | Deutschland    | mousesports    | 16             |  |  |                                   |                                   |                                   |                                   |                                   |

### Gruppe D
Das Lineup von SK Gaming, welches als Titelverteidiger das Turnier antrat, konnte sowohl G2 Esports als auch FaZe Clan ins Lower-Bracket schicken.

|  | Halbfinale        | Halbfinale | Halbfinale |  |  | Spiel um den Gruppensieg | Spiel um den Gruppensieg | Spiel um den Gruppensieg |
|  |                   |            |            |  |  |                          |                          |                          |
|  |                   |            |            |  |  |                          |                          |                          |
|  | Brasilien         | SK Gaming  | 16         |  |  |                          |                          |                          |
|  | Frankreich        | G2 Esports | 11         |  |  |                          |                          |                          |
|  |                   |            |            |  |  | Brasilien                | SK Gaming                | 16                       |
|  |                   |            |            |  |  | Europaische Union        | FaZe Clan                | 6                        |
|  | Europaische Union | FaZe Clan  | 16         |  |  |                          |                          |                          |
|  | Schweden          | fnatic     | 14         |  |  |                          |                          |                          |
|  |                   |            |            |  |  |                          |                          |                          |

Das schwedische Lineup von fnatic sicherte sich nach einer knappen Partie gegen G2 Esports schließlich einen 16:13-Sieg auf de_train. Auch im entscheidenden Spiel gegen FaZe spielte fnatic souverän und gewann nach zwei Karten.
|  | Verlierermatch | Verlierermatch | Verlierermatch |  |  | Spiel um den zweiten Gruppenplatz | Spiel um den zweiten Gruppenplatz | Spiel um den zweiten Gruppenplatz | Spiel um den zweiten Gruppenplatz | Spiel um den zweiten Gruppenplatz |
|  |                |                |                |  |  |                                   |                                   |                                   |                                   |                                   |
|  |                |                |                |  |  | Europaische Union                 | FaZe Clan                         | 9                                 | 7                                 |                                   |
|  | Frankreich     | G2 Esports     | 13             |  |  | Schweden                          | fnatic                            | 16                                | 16                                |                                   |
|  | Schweden       | fnatic         | 16             |  |  |                                   |                                   |                                   |                                   |                                   |

## Finalrunde
In den ersten beiden Viertelfinalspielen der Finalrunde konnten sich die Gruppensieger Virtus.pro gegen das weiterhin verletzungsbedingt geschwächte Team Astralis und SK Gaming gegen die Ukrainer von Flipsid3 Tactics jeweils nach zwei Maps durchsetzen. Die zwei letzteren Viertelfinalpartien konnten die Gruppenzweiten Team Liquid und fnatic für sich entscheiden. Damit waren die drei Teams osteuropäischer Herkunft alle im Viertelfinale ausgeschieden. Im ersten Halbfinale konnte VP seinen brasilianischen Kontrahenten die erste Map de_cobblestone mit 19:17 in Verlängerung abringen. SK Gaming entschied nach einem 16:5-Erfolg auf de_nuke auch die dritte Map de_mirage für sich und zog dort mit einem 16:12-Sieg ins Finale ein. Das zweite Halbfinale entschied das US-amerikanische Team Liquid mit zwei 16:13-Siegen auf de_cobblestone und de_cache für sich. Damit trafen erstmals in der Geschichte der Majors zwei amerikanische Teams im Finale aufeinander. Die erste gespielte Map war de_train. Nach einer ausgeglichenen ersten Halbzeit gewann SK in der zweiten Halbzeit alle Runden für sich und gewann die erste Karte am Ende mit 16:7. Auf der zweiten Map de_cobblestone erspielte sich Liquid nach einem 5:10-Rückstand in der Halbzeit nur eine Runde in Halbzeit zwei. Durch einen 16:6-Erfolg verteidigte das Lineup von SK Gaming ihren Titel von der MLG Columbus 2016. Überragender Spieler des Finales war Marcelo „coldzera“ David mit einer K/D-Rate von 1,59 auf de_train und 1,57 auf de_cobblestone.
|  | Viertelfinale                     | Viertelfinale      | Viertelfinale | Viertelfinale | Viertelfinale |                    |             | Halbfinale | Halbfinale | Halbfinale | Halbfinale | Halbfinale |  |  | Finale | Finale | Finale | Finale | Finale |
|  |                                   |                    |               |               |               |                    |             |            |            |            |            |            |  |  |        |        |        |        |        |
|  | Polen                             | Virtus.pro         | 19            | 19            |               |                    |             |            |            |            |            |            |  |  |        |        |        |        |        |
|  | Danemark                          | Astralis 1         | 17            | 15            |               |                    |             |            |            |            |            |            |  |  |        |        |        |        |        |
|  | Danemark                          | Astralis 1         | 17            | 15            | Polen         | Virtus.pro         | 19          | 5          | 12         |            |            |            |  |  |        |        |        |        |        |
|  |                                   |                    |               |               |               | Virtus.pro         | 19          | 5          | 12         |            |            |            |  |  |        |        |        |        |        |
|  |                                   | Brasilien          | SK Gaming     | 17            | 16            | 16                 |             |            |            |            |            |            |  |  |        |        |        |        |        |
|  | Brasilien                         | Brasilien          | SK Gaming     | 17            | 16            | 16                 | SK Gaming   | 16         | 19         |            |            |            |  |  |        |        |        |        |        |
|  | Brasilien                         |                    |               |               |               |                    | SK Gaming   | 16         | 19         |            |            |            |  |  |        |        |        |        |        |
|  | Ukraine                           | Flipsid3 Tactics   | 7             | 17            |               |                    |             |            |            |            |            |            |  |  |        |        |        |        |        |
|  |                                   |                    |               |               |               |                    | Brasilien   | SK Gaming  | 16         | 16         |            |            |  |  |        |        |        |        |        |
|  |                                   | Vereinigte Staaten | Team Liquid   | 7             | 6             |                    |             |            |            |            |            |            |  |  |        |        |        |        |        |
|  | Gemeinschaft Unabhängiger Staaten | Natus Vincere      | 16            | 12            | 6             |                    |             |            |            |            |            |            |  |  |        |        |        |        |        |
|  | Vereinigte Staaten                | Team Liquid        | 11            | 16            | 16            |                    |             |            |            |            |            |            |  |  |        |        |        |        |        |
|  | Vereinigte Staaten                | Team Liquid        | 11            | 16            | 16            | Vereinigte Staaten | Team Liquid | 16         | 16         |            |            |            |  |  |        |        |        |        |        |
|  |                                   |                    |               |               |               | Vereinigte Staaten | Team Liquid | 16         | 16         |            |            |            |  |  |        |        |        |        |        |
|  |                                   | Schweden           | fnatic        | 13            | 13            |                    |             |            |            |            |            |            |  |  |        |        |        |        |        |
|  | Russland                          | Schweden           | fnatic        | 13            | 13            | Gambit Gaming      | 5           | 3          |            |            |            |            |  |  |        |        |        |        |        |
|  | Russland                          |                    |               |               |               |                    | 5           | 3          |            |            |            |            |  |  |        |        |        |        |        |
|  | Schweden                          | fnatic             | 16            | 16            |               |                    |             |            |            |            |            |            |  |  |        |        |        |        |        |

## Preisgeldverteilung
| Platz    | Clan | Preisgeld (in US-Dollar) |
| -------- | --- | ------------------------ |
| 1.       | SK Gaming | $500.000                 |
| 2.       | Team Liquid | $150.000                 |
| 3. - 4.  | fnatic Virtus.pro                                                                                              | $70.000                  |
| 5. - 8.  | Astralis Flipsid3 Tactics Gambit Gaming Natus Vincere                                                          | $35.000                  |
| 9. - 16. | Counter Logic Gaming FaZe Clan G2 Esports mousesports Ninjas in Pyjamas OpTic Gaming Team Dignitas Team EnVyUs | $8.750                   |

## Zahlen und Fakten
- Die schwedische Mannschaft  Ninjas in Pyjamas ist zum ersten Mal in der Geschichte der CS:GO-Majors in der Gruppenphase ausgeschieden.[10]
- Am 2. Juli, drei Tage vor dem Start des Turniers, gab die ESL bekannt, dass die Tickets ausverkauft seien. Insgesamt wurden mehr als 14.000 Zuschauer erwartet.[11]
- Ein Spielzug des von  Oleksandr „s1mple“ Kostyliev, bei welchem er zwei Kontrahenten ohne Zoom mit der AWP erledigte, wurde nach dem Turnier auf der Map de_cache durch ein Graffiti verewigt.[12]
- Marcelo „coldzera“ David erreichte über das gesamte Turnier hinweg eine K/D-Rate von 1,36 und übertraf somit alle anderen Spieler.[13]
- Die meistgespielte Map des Turniers war de_cobblestone. Sie wurde 11 Mal gespielt. De_nuke und de_overpass kamen hingegen nur drei Mal zum Einsatz.[13]